# 佛罗里达州死刑制度

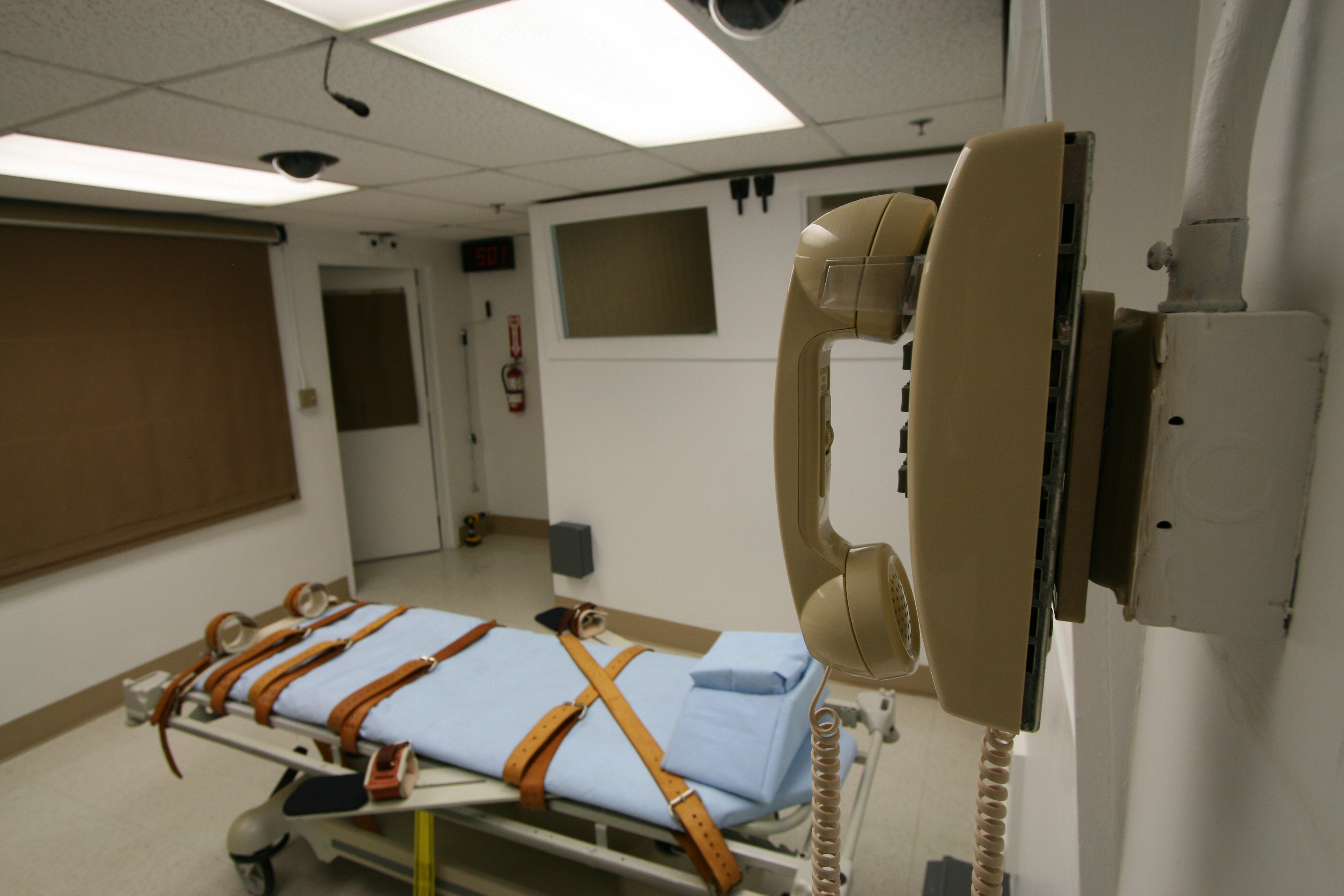
位于佛罗里达州立监狱的行刑室

死刑在美国佛罗里达州是一种合法的刑罚。自1976年以来，该州已经处决了101名被定罪的杀人犯，执行地点皆在佛罗里达州立监狱。截至2023年4月13日，该州共有297名等待处决的死囚。

## 历史

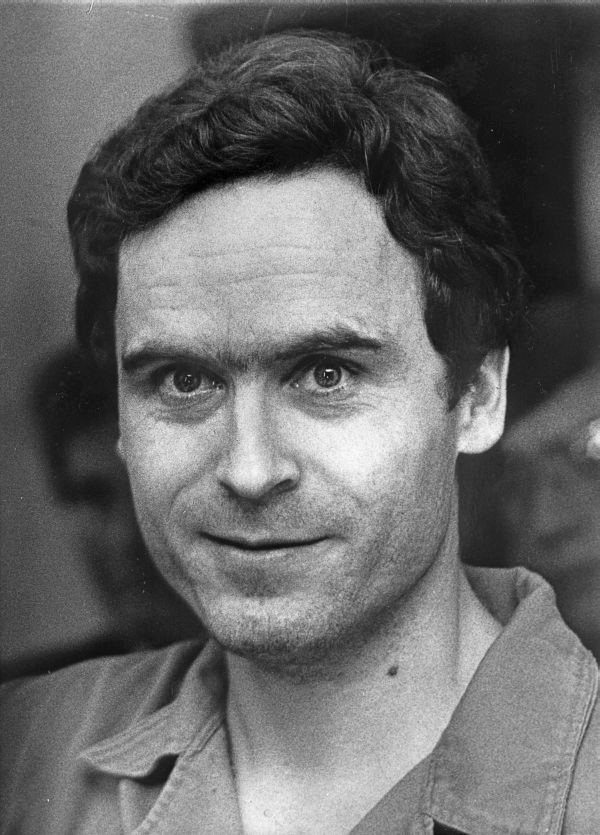
处决于1989年的泰德·邦迪

佛罗里达州在1964年执行了前弗曼时期的最后一次死刑。美国最高法院在“弗曼诉佐治亚州案”裁决中推翻了所有州的死刑程序，基本上裁定死刑与有罪判决同时适用违宪。之后，佛罗里达州于1972年8月12日成为第一个起草新成文法规的州。
佛罗里达州在1976年最高法院审理的“格雷格诉佐治亚州案”中再次允许死刑后执行了第一次司法处决。1979年5月25日，约翰·阿瑟·斯潘克林克触电身亡。
1989年1月24日，处决了臭名昭著的连环杀手泰德·邦迪。
在1999年艾伦·李·戴维斯有争议的电刑之后，死刑的执行方式转变为注射死刑。
2019年5月23日，在1984年被判处死刑的连环强奸犯兼杀人犯鲍比·乔被执行死刑。
2019年8月22日，处决了连环杀手加里·雷·鲍尔斯。

## 死罪
在佛罗里达州，谋杀如果涉及下列加重罪行之一，可被处以死刑：
1. 罪犯有重罪前科，他之前被判处监禁、社区管理或缓刑。
2. 被告此前曾被判犯有另一项死刑重罪或涉及对该人使用或威胁使用暴力的重罪。
3. 被告在知情的情况下给许多人造成了巨大的死亡风险。
4. 这是在被告参与或作为共犯，实施或企图实施特定重罪（如加重的虐待儿童、纵火、绑架、放置或投放破坏性装置或炸弹）时犯下的。
5. 为避免或防止合法的逮捕或脱逃而犯的罪。
6. 为了金钱上的利益。
7. 破坏或者妨碍依法行使政府职能或者执法的。
8. 特别令人发指、残暴或残忍。
9. 以一种冷酷的、经过深思熟虑的、有预谋的方式犯下了罪行，却没有任何道义上或法律上的辩解。
10. 受害者是一名执行公务的执法人员。
11. 被害人是一名当选或任命的公职人员，犯罪的动机全部或部分与被害人的公务能力有关。
12. 受害者年龄不到12岁。
13. 由于年事已高或残疾，或被告对受害者具有家庭或监护权力，受害者特别容易受到伤害。
14. 这是一个犯罪团伙成员干的。
15. 它是由一个目前或以前被指定为性侵犯者的人犯下的。
16. 这是受限制令或外国保护令约束的人犯下的罪行，是对获得禁令或保护令的人犯下的罪行，或此人的任何配偶、子女、兄弟姐妹或父母犯下的罪行。

佛罗里达州的法令也规定了对贩卖毒品的死刑。在2008年美国最高法院的肯尼迪诉路易斯安那州案中，一项关于性侵犯死刑的条款被认定违宪。在美国，没有人因为贩毒而被判死刑。